# Alicja Kowalczyk
Alicja Kowalczyk (ur. 13 listopada 1927 w Dęblinie, zm. 16 listopada 2020 w Pilaszkowie) – polska działaczka opozycyjna.

## Życiorys
Studiowała na Politechnice Gdańskiej. Pracowała w różnych instytucjach, m.in. jako technolog w Dziale Modernizacji i Rozbudowy Stoczni Gdańskiej.
W sierpniu 1980 uczestniczyła w strajku. Do „Solidarności” wstąpiła we wrześniu 1980, weszła w skład Komitetu Założycielskiego, wybrano ją do Prezydium Komisji Zakładowej. W lipcu 1981 jako delegatka brała udział w I Walnym Zebraniu Delegatów Regionu Gdańskiego NSZZ „Solidarność”. Po wprowadzeniu w Polsce 13 grudnia 1981 stanu wojennego uczestniczyła w strajku w Stoczni Gdańskiej. W latach 1982–1989 należała do Tajnej Komisji Zakładowej „Solidarności” Stoczni Gdańskiej. Działała w zespole redakcyjnym pisma „Rozwaga i Solidarność”, przepisywała teksty na maszynie, zajmowała się kolportażem wydawnictw podziemnych.
W 2008 odznaczona została Krzyżem Oficerskim Orderu Odrodzenia Polski, a w 2020 Krzyżem Wolności i Solidarności.